# Aleksandr Skworcow
Aleksandr Aleksandrowicz Skworcow, ros. Александр Александрович Скворцов (ur. 6 maja 1966 w Szczołkowie, obwód moskiewski (ZSRR)) – pilot wojskowy I klasy, rosyjski kosmonauta. Syn byłego członka korpusu radzieckich kosmonautów, Aleksandra Aleksandrowicza Skworcowa.

## Wykształcenie i służba wojskowa
- 1983 – ukończył średnią szkołę w mieście Morszansk w obwodzie tambowskim.
- 1987 – został absolwentem Wojskowej Wyższej Szkoły Lotniczej w Stawropolu otrzymując tytuł pilota-inżyniera. Później został skierowany do 191 pułku lotnictwa myśliwskiego 7 Korpusu Obrony Powietrznej stacjonującego w Jefriemowie, obwód tulski. Opanował pilotaż takich samolotów jak: L-39, MiG-23 i Su-27.
- 1994–1997 – był słuchaczem Wojskowej Akademii Obrony Powietrznej im. G.K. Żukowa.
- 2010 – ukończył studia w Rosyjskiej Akademii przy Prezydencie Federacji Rosyjskiej (specjalność – nauki prawne).

Jako pilot wylatał około 1000 godzin. Posiada uprawnienia instruktora szkolenia spadochronowego oraz nurka.

## Kariera kosmonauty

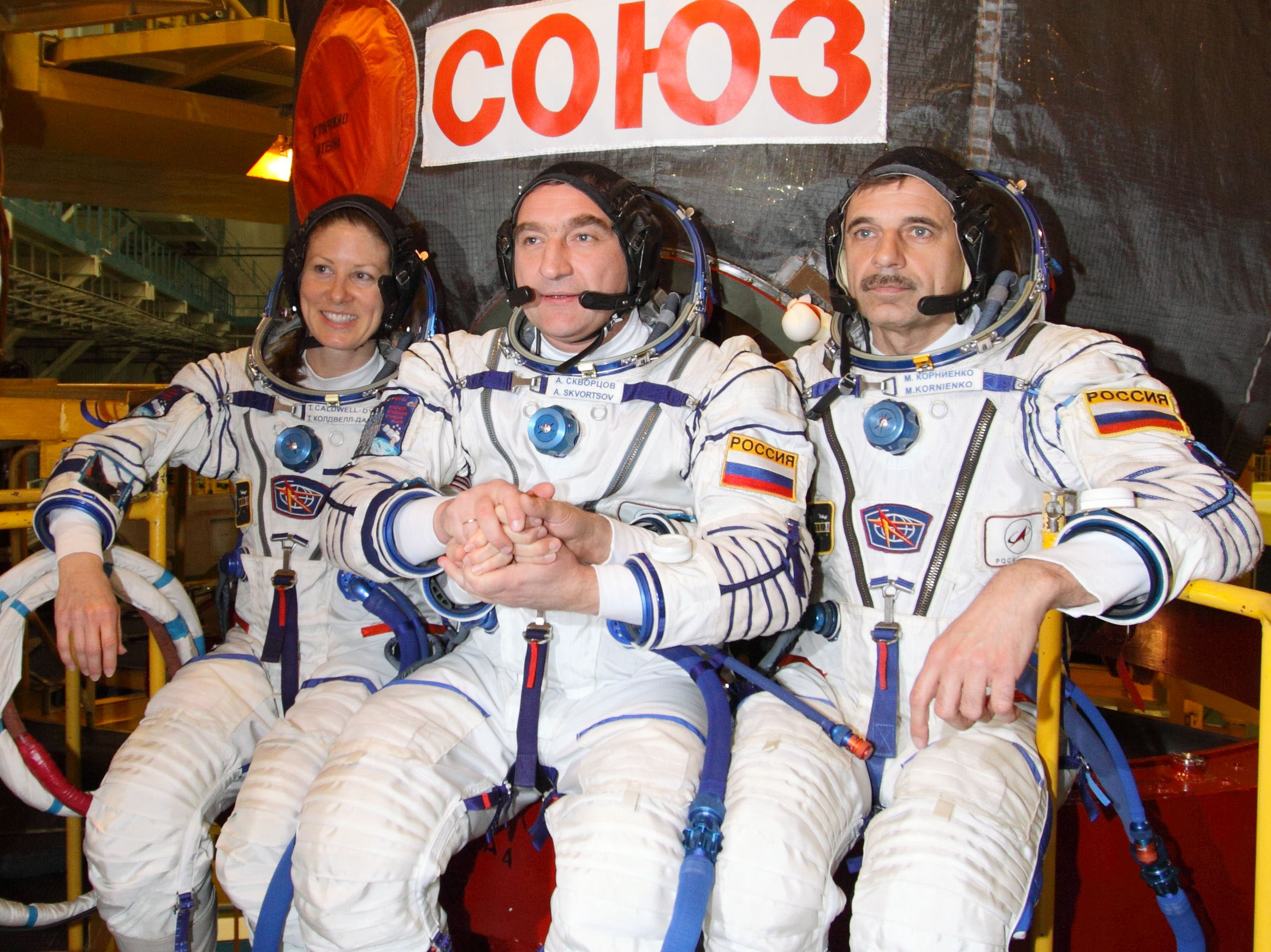
Załoga Sojuza TMA-18. Od lewej: T. Caldwell-Dyson, A. Skworcow i M. Kornijenko

- 1997 – 28 lipca decyzją Państwowej Komisji Międzyresortowej (ГМВК) oficjalnie został przyjęty do korpusu kosmonautów Centrum Wyszkolenia Kosmonautów im. J. Gagarina.
- 1999 – w listopadzie zakończył blisko dwuletni podstawowy kurs przygotowawczy uzyskując uprawnienia kosmonauty-badacza.
- 2000 – w styczniu rozpoczął razem z innymi kosmonautami treningi przygotowawcze w ramach programu przewidzianego dla załóg Międzynarodowej Stacji Kosmicznej.
- 2004 – na kosmodromie Bajkonur przeszedł szkolenie w zakresie przetrwania w ekstremalnych warunkach.
- 2007 – w styczniu uczestniczył w treningu polegającym na przetrwaniu w ekstremalnych warunkach na wypadek awaryjnego lądowania. Test miał miejsce w podmoskiewskich lasach. Razem z nim wzięli w nim udział malezyjscy kandydaci na kosmonautów – Sheikh Muszaphar Shukor oraz Faiz Bin Khaleed(inne języki).
- 2008 – w marcu przydzielono go do załogi rezerwowej Ekspedycji 21/22 (Sojuz TMA-16). We wrześniu Federalna Agencja Kosmiczna Rosji opublikowała harmonogram planowanych lotów do Międzynarodowej Stacji Kosmicznej. Skworcow był przewidywany do lotu na Sojuzie TMA-19 w maju 2010[1]. Miesiąc później ukazał się komunikat NASA, gdzie nazwisko Skworcowa znalazło się w oficjalnie ogłoszonym składzie podstawowej załogi Ekspedycji 24, która w maju 2010 na pokładzie Sojuza TMA miała przycumować do Międzynarodowej Stacji Kosmicznej. Skworcow został dowódcą Sojuza[2].
- 2009 – 10 września podczas startu Sojuza TMA-16 był dowódcą załogi rezerwowej, w składzie której były również dwie kobiety – Shannon Walker oraz dublerka kosmicznego turysty Barbara Barrett. W październiku przystąpił do szkolenia w składzie załogi Ekspedycji 23 i 24. Został wyznaczony dowódcą statku kosmicznego Sojuz TMA-18, inżynierem pokładowym Ekspedycji 23 i dowódcą Ekspedycji 24.
- 2010 – 2 kwietnia wystartował do swojej pierwszej misji kosmicznej dowodząc statkiem Sojuz TMA-18. Na pokładzie Sojuza znaleźli się też Michaił Kornijenko oraz Amerykanka Tracy Caldwell Dyson.
- 2014 – od 25 marca do 21 września odbył swój drugi lot kosmiczny. Na stację ISS poleciał statkiem Sojuz TMA-12M, którym dowodził. Został członkiem Ekspedycji 39 (jako inżynier pokładowy) i 40 (jako dowódca). W trakcie misji odbył dwa spacery kosmiczne, które trwały łącznie 12 godzin i 33 minuty[3]. Na Ziemię wrócił Sojuzem TMA-12M.

## Nagrody i odznaczenia
- tytuł Bohatera Federacji Rosyjskiej i medal Złotej Gwiazdy (2011)[4]
- medal 70-lecia Sił Zbrojnych ZSRR
- medal Sił Zbrojnych Federacji Rosyjskiej „Za waleczność” II stopnia
- medal Sił Zbrojnych Federacji Rosyjskiej „Za wyróżniającą służbę wojskową” I, II i III stopnia
- Universal Astronaut Insignia za lot orbitalny (nr 510) – Stowarzyszenie Uczestników Lotów Kosmicznych (Association of Space Explorers(inne języki))[5]

## Wykaz lotów
| Loty kosmiczne, w których uczestniczył Aleksandr A. Skworcow | Loty kosmiczne, w których uczestniczył Aleksandr A. Skworcow | Loty kosmiczne, w których uczestniczył Aleksandr A. Skworcow | Loty kosmiczne, w których uczestniczył Aleksandr A. Skworcow | Loty kosmiczne, w których uczestniczył Aleksandr A. Skworcow | Loty kosmiczne, w których uczestniczył Aleksandr A. Skworcow                                | Loty kosmiczne, w których uczestniczył Aleksandr A. Skworcow |
| №                                                            | Data startu                                                  | Statek kosmiczny                                             | Data lądowania                                               | Statek kosmiczny                                             | Funkcja                                                                                     | Czas trwania                                                 |
| ------------------------------------------------------------ | ------------------------------------------------------------ | ------------------------------------------------------------ | ------------------------------------------------------------ | ------------------------------------------------------------ | ------------------------------------------------------------------------------------------- | ------------------------------------------------------------ |
| 1                                                            | 2 kwietnia 2010                                              | Sojuz TMA-18                                                 | 25 września 2010                                             | Sojuz TMA-18                                                 | dowódca Sojuza TMA-18 inżynier pokładowy Ekspedycji 23 na ISS dowódca Ekspedycji 24 na ISS  | 176 dni 1 godzina 18 minut i 13 sekund                       |
| 2                                                            | 25 marca 2014                                                | Sojuz TMA-12M                                                | 21 września 2014                                             | Sojuz TMA-12M                                                | dowódca Sojuza TMA-12M inżynier pokładowy Ekspedycji 39 na ISS dowódca Ekspedycji 40 na ISS | 169 dni 5 godzin 5 minut i 46 sekund                         |
| 3                                                            | 20 lipca 2019                                                | Sojuz MS-13                                                  | 6 lutego 2020 (planowana)                                    |                                                              | dowódca Sojuza MS-13                                                                        |                                                              |